# À tes côtés (manga)
Pour les articles homonymes, voir À tes côtés (homonymie).
À tes côtés (花野井くんと恋の病, Hananoi-kun to Koi no Yamai) est un shōjo manga de Megumi Morino, prépublié dans le magazine Dessert depuis décembre 2017 et publié par l'éditeur Kōdansha en volumes reliés. La version française est éditée par Akata.

## Synopsis
Lorsque Hotaru Hinase entre au lycée, elle n'a jamais été amoureuse. Elle aime passer beaucoup de temps avec ses amis et sa famille, mais n'a que peu d'intérêt pour les histoires sentimentales. Elle ne comprend donc pas lorsqu'un couple se sépare à une table voisine dans un café ou lorsque son amie Kyo-chan lui dit qu'elle est nouvellement amoureuse. Peu après, Hinase rencontre Hananoi, une de ses camarades de classe, qui vient de se faire quitter par sa petite amie. Ayant pitié de lui sous la neige, elle lui offre son parapluie. Le lendemain matin, Hananoi lui demande si elle veut sortir avec lui. Elle refuse mais Hananoi insiste et, Hinase ne le trouvant pas non plus antipathique, les deux passent de plus en plus de temps ensemble, parlent de leurs problèmes et Hananoi fait tout pour plaire à Hinase et la soutenir. Alors qu’ils continuent d'apprendre à se connaître, leurs camarades de classe sont depuis longtemps convaincus qu'ils forment un couple. Finalement, Hinase accepte et devient la petite amie de Hananoi.

## Personnages
Hotaru Hinase (日生 ほたる, Hinase Hotaru)
Voix japonaise : Kana Hanazawa, voix française : Clotilde Verry
Saki Hananoi (花野井 颯生, Hananoi Saki)
Voix japonaise : Chiaki Kobayashi, voix française : Simon Herlin
Hibiki « Kyō » Asami (浅海 響, Asami Hibiki)
Voix japonaise : Yurika Kubo, voix française : Elia-Carmine Robbe
Tsukiha Shibamura (柴村 月葉, Shibamura Tsukiha)
Voix japonaise : Māya Sakamoto
Sōhei Yao (八尾 創平, Yao Sōhei)
Voix japonaise : Ryōhei Kimura (en)
Keigo Kurata (倉田 圭悟, Kurata Keigo)
Voix japonaise : Ryōta Ōsaka (en)
Satomi Satomura (里村 紗都美, Satomura Satomi)
Voix japonaise : Sayumi Suzushiro
Yukihiro Kuroe (黒江 之紘, Kuroe Yukihiro)
Voix japonaise : Kazuyuki Okitsu

## Médias

### Manga
À tes côtés est scénarisé et dessiné par Megumi Morino. La série commence sa publication dans le numéro de février 2018 du Dessert sorti le 22 décembre 2018. Elle est publiée au format tankōbon par Kōdansha avec un premier volume sorti le 11 mai 2018 et 13 volumes sorti au 13 novembre 2023. La série est également publiée sur l'application Comic Days à partir du 27 octobre 2020.
Le 8 mars 2020, Kodansha USA annonce la publication de la série au format numérique. Durant son panel à l'Anime Expo 2022, Kodansha USA annonce la publication du manga en version papier au printemps 2023.
La version française est publiée par Akata avec un premier tome sorti le 11 juin 2020.

#### Liste des volumes
| no                                                                                       | Japonais          | Japonais          | Français          | Français          |
| no                                                                                       | Date de sortie    | ISBN              | Date de sortie    | ISBN              |
| ---------------------------------------------------------------------------------------- | ----------------- | ----------------- | ----------------- | ----------------- |
| 1                                                                                        | 11 mai 2018       | 978-4-06-511469-8 | 11 juin 2020      | 978-2-369-74745-1 |
| 2                                                                                        | 12 octobre 2018   | 978-4-06-513177-0 | 20 août 2020      | 978-2-369-74844-1 |
| 3                                                                                        | 13 mars 2019      | 978-4-06-514830-3 | 8 octobre 2020    | 978-2-369-74859-5 |
| 4                                                                                        | 9 août 2019       | 978-4-06-516716-8 | 14 janvier 2021   | 978-2-369-74884-7 |
| 5                                                                                        | 10 janvier 2020   | 978-4-06-518226-0 | 25 mars 2021      | 978-2-382-12021-7 |
| 6                                                                                        | 11 juin 2020      | 978-4-06-519762-2 | 10 juin 2021      | 978-2-382-12046-0 |
| 7                                                                                        | 13 novembre 2020  | 978-4-06-521527-2 | 23 septembre 2021 | 978-2-382-12074-3 |
| 8                                                                                        | 13 avril 2021     | 978-4-06-522817-3 | 27 janvier 2022   | 978-2-382-12210-5 |
| 9                                                                                        | 13 septembre 2021 | 978-4-06-524677-1 | 25 février 2022   | 978-2-382-12275-4 |
| 10                                                                                       | 11 mars 2022      | 978-4-06-527101-8 | 13 octobre 2022   | 978-2-382-12401-7 |
| En France, le tome 10 est également sorti en édition collector (ISBN 978-2-382-12402-4). |                   |                   |                   |                   |
| 11                                                                                       | 12 août 2022      | 978-4-06-528819-1 | 8 juin 2023       | 978-2-382-12486-4 |
| 12                                                                                       | 13 janvier 2023   | 978-4-06-530401-3 | 7 décembre 2023   | 978-2-382-12739-1 |
| 13                                                                                       | 13 juin 2023      | 978-4-06-531936-9 |                   |                   |
| 14                                                                                       | 13 novembre 2023  | 978-4-06-533724-0 |                   |                   |

### Série d'animation
La série télévisée d'animation a été annoncée le 7 juin 2023, et commence le 4 avril 2024,,. En France, c'est Crunchyroll qui diffuse la série et propose une version sous-titrée ainsi qu'une version française.
L'opening de la série est "Kimi no Sei" (君のせい, litt. C'est de ta faute) interprété par le groupe Sexy Zone, tandis que l'ending est la version japonaise de Every Second interprété par Mika Okabe,.

#### Liste des épisodes
1. Enchanté
2. Premier petit ami
3. Premier Noël
4. Premier jour de l'An
5. Premier rendez-vous
6. Première Saint-Valentin
7. Première déclaration
8. Premier animal de compagnie
9. Premier anniversaire
10. Premiers cours en première
11. Première exploration
12. Premier amour

## Accueil
Le manga est nommé pour le 64e Prix Shōgakukan dans la catégorie shōjo. Il est également le finaliste du 9e Prix du manga An An. En 2018, un sondage effectué auprès de libraires japonais classe À tes côtés comme la 10e meilleure série manga de 2018. La série est classée 15e du guide Kono Manga ga sugoi! 2020 des meilleurs mangas pour un lectorat féminin et est nommé pour le Prix du manga Kōdansha la même année dans la catégorie shōjo, prix qu'il remporte en 2021.
En juin 2023, la série compte 3,8 millions de copies en circulation.